# Miklós Horthy (junior)

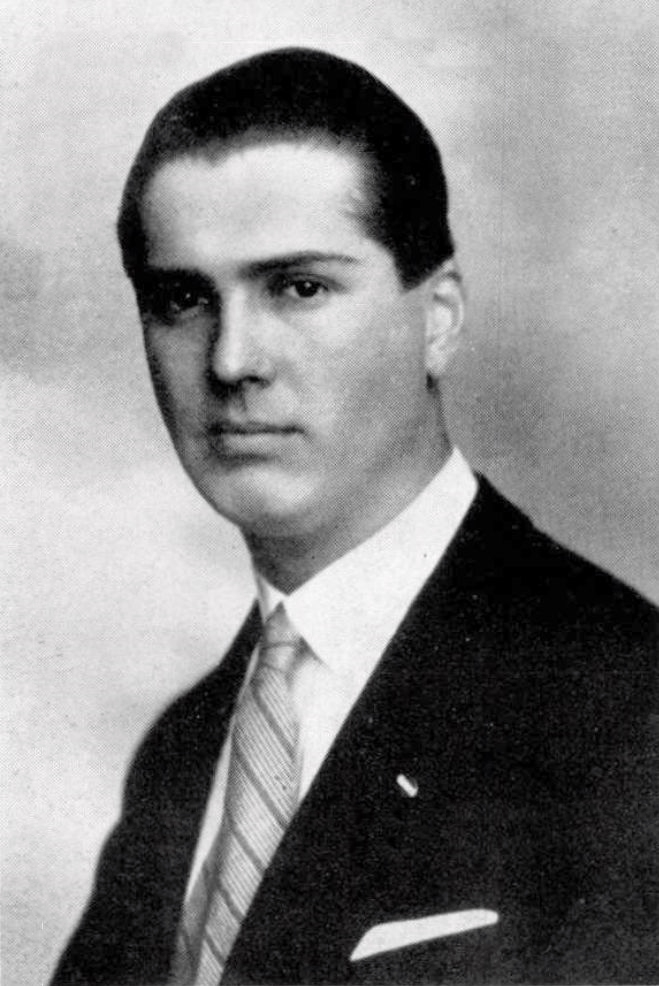
Miklós Horthy in 1935

Miklós Horthy de Nagybánya II (14 februari 1907 – 28 maart 1993) was een politicus en tevens de jongste zoon van de Hongaarse regent Miklós Horthy.
In hun jeugd waren Miklós Horthy jr. en zijn oudere broer, István, actieve leden van een rooms-katholieke padvindersgroep, de Hongaarse Scoutvereniging (Magyar Cserkészszövetség), hoewel ze protestants waren. 
Een tijdlang was Miklós jr. de Hongaarse ambassadeur van Brazilië. Na de dood van zijn broer István in 1942 werd Miklós jr. krachtiger in de regering van zijn vader en ondersteunde hij zijn inspanningen om de betrokkenheid van het Koninkrijk Hongarije met de Asmogendheden te beëindigen. Maar op 15 oktober 1944 lanceerde Nazi-Duitsland de zogenaamde Operatie Panzerfaust. Als onderdeel van deze operatie werd Miklós jr. ontvoerd door Duitse commando's geleid door Otto Skorzeny en met de dood bedreigd. De ontvoerders eisten dat zijn vader zich overgaf en ermee instemde dat de fascistische Pijlkruisers een nieuwe regering zouden vormen. Zijn vader gaf zich over en Horthy jr. heeft de oorlog overleefd.
Terwijl zijn vader in Beieren onder huisarrest werd geplaatst, werd de jongere Miklós naar het concentratiekamp Dachau gestuurd. Eind april 1945 werd Miklós jr. naar Tirol gebracht met andere prominente gevangenen van Dachau. Daar liet de SS hun gevangenen achter, terwijl de geallieerde troepen voortbewogen. De jongere Miklós Horthy werd op 5 mei 1945 door het Vijfde Amerikaanse leger bevrijd.
Vader en zoon gingen in ballingschap in Portugal, waar Miklós Horthy jr. bijna vijftig jaar leefde voordat hij in 1993 stierf in Estoril, in de buurt van Lissabon. Hij had twee dochters, Zsófia (geboren in 1928) en Nicolette (1929).